# Gäufelden
Gäufelden es un municipio alemán perteneciente al distrito de Böblingen de Baden-Wurtemberg.

## Localización
Se ubica unos 15 km al suroeste de la capital distrital Böblingen, sobre la carretera A81, en las inmediaciones occidentales del espacio natural del Schönbuch.

## Historia
La localidad fue fundada el 1 de julio de 1971 mediante la fusión de tres municipios cuyos cascos urbanos colindaban los unos con los otros, llamados Nebringen, Öschelbronn y Tailfingen. Estos tres antiguos pueblos existen ahora como barrios (Ortsteile) de la nueva localidad y cada uno de ellos conserva su casa consistorial, pero la administración municipal está centralizada en el barrio de Öschelbronn. A lo largo de todo el siglo XX, tanto antes como después de la fusión, Gäufelden ha experimentado un continuo aumento de población por ubicarse en las afueras del área metropolitana de Stuttgart.

## Demografía
A 31 de diciembre de 2015 tiene 9231 habitantes.